# Captaincookia
Captaincookia es un género con una especie de plantas con flores perteneciente a la familia Rubiaceae. 
Es considerado una sinonimia del género Ixora.